# Wesley C. Fraser
 (juillet 2024).
Wesley C. Fraser (né en 1981) est un astronome canadien.

## Biographie
Wesley « Wes » Fraser est un astronome canadien. Après une licence de physique théorique à l'Université McMaster en 2004 au Canada et un doctorat d'astrophysique à l'université de Victoria en 2008, il devient assistant chercheur à l'Institut Herzberg d'astrophysique sous la direction de John J. Kavelaars, poursuit un post-doctorat sous la direction de Michael E. Brown au California Institute of Technology et devient en 2011 Plaskett Fellow à l'Institut Herzberg d'astrophysique, poste qu'il occupe toujours en 2016.
Il étudie les objets célestes n'appartenant pas au Système solaire, notamment dans la ceinture de Kuiper, afin d'étudier sa formation.
Fraser est connu comme co-découvreur officiel des satellites naturels de Neptune suivants : IX Halimède, XI Sao, XII Laomédie et XIII Néso.
Il a également co-découvert l'objet transneptunien 2002 PE153.
L'astéroïde (10019) Wesleyfraser a été nommé en son honneur.